# Dolina Bobrzy
Dolina Bobrzy (kod PLH260014) – specjalny obszar ochrony siedlisk sieci Natura 2000, zlokalizowany na terenie województwa świętokrzyskiego, w dorzeczu rzeki Bobrzy. Obszar obejmuje powierzchnię 618,22 ha
Teren wyznaczony został w celu długotrwałego zabezpieczenia naturalnych siedlisk życia, populacji zagrożonych wymarciem gatunków tj. rośliny dzwonecznika wonnego Adenophora liliifolia), populacji zagrożonych wymarciem gatunków zwierząt (z wyłączeniem ptaków) takich jak:bóbr europejski Castor fiber, czerwończyk nieparek Lycaena dispar, przeplatka aurinia  Euphydryas (Eurodryas, Hypodryas) aurinia, trzepla zielona Ophiogomphus cecilia.

## Siedliska pod ochroną
- wydmy śródlądowe z murawami napiaskowymi (Corynephorus, Agrostis)
- starorzecza i naturalne eutroficzne zbiorniki wodne ze zbiorowiskami z Nympheion, Potamion
- ciepłolubne, śródlądowe murawy napiaskowe (Koelerion glaucae)
- murawy kserotermiczne (Festuco-Brometea i ciepłolubne murawy z Asplenion septentrionalis  Festucion pallentis)
- zmiennowilgotne łąki trzęślicowe (Molinion)
- ziołorośla górskie (Adenostylion alliariae) i ziołorośla nadrzeczne (Convolvuletalia sepium)
- niżowe i górskie świeże łąki użytkowane ekstensywnie (Arrhenatherion elatioris)
- torfowiska przejściowe i trzęsawiska (przeważnie z roślinnością z Scheuchzerio-Caricetea)
- grąd środkowoeuropejski i subkontynentalny (Galio-Carpinetum, Tilio-Carpinetum)
- łęgi wierzbowe, topolowe, olszowe i jesionowe (Salicetum albo-fragilis, Populetum albae,  Alnenion glutinoso-incanae) i olsy źródliskowe
- ciepłolubne dąbrowy (Quercetalia pubescenti petraeae)